# Bridelia duvigneaudii
Bridelia duvigneaudii är en emblikaväxtart som beskrevs av J.Leonard. Bridelia duvigneaudii ingår i släktet Bridelia och familjen emblikaväxter. Inga underarter finns listade i Catalogue of Life.